# Årets historiske bog
Årets historiske bog er en dansk litterær pris, der bliver uddelt af Dansk Historisk Fællesråd. Prisen har eksisteret siden 2003, og den bliver uddelt én gang om året. Der bliver nomineret fem bøger hvert år, hvorefter der stemmes om dem på Dansk Historisk Fællesråds hjemmeside. Med prisen følger en pengepræmie på 20.000 kr. Pengene kom i en årrække fra Kulturministeriet, Krista og Viggo Petersens Fond og Det Kongelige Bibliotek, mens hovedsponsoren i dag er Sydbank. Prisen bliver som udgangspunkt overrakt af den siddende kulturminister.
Prisen for Årets historiske bog blev længe tildelt ved en ceremoni på Det Kongelige Bibliotek, men er blevet overrakt under den historiske festival og messe Historiske Dage siden marts 2015, hvor det store historiske event blev afholdt for første gang i Øksnehallen i København.
Historieprofessor Poul Duedahl har vundet prisen tre gange. Første gang i 2013 for Forbrydelsens ansigt, anden gang i 2016 for Ondskabens øjne og tredje gang i 2018 for Velkommen på bagsiden. Danmarkshistorien på vrangen. Historieprofessoren Ulrik Langen har vundet prisen to gange. Første gang i 2005 for Revolutionens skygger og anden gang i 2010 sammen med Peter Henningsen for Hundemordet i Vimmelskaftet og andre fortællinger fra 1700-tallets København. Han har derudover været nomineret to gange; i 2008 for Den afmægtige – en biografi om Christian 7. og i 2015 for Tyven. Også Ning de Coninck Smith har vundet prisen to gange, første gang i 2011 for Barndom og arkitektur om skolearkitektur og derefter i 2015 sammen med Charlotte Appel som redaktører af det skolehistoriske storværk Dansk Skolehistorie bind 1-5.

## Vindere og nominerede
| År   | Vinder | Nominerede (i rækkefølge efter endelig placering) |
| ---- | --- | --- |
| 2003 | Leif Rudi Ernst - Skurk i Danmark – Helt i Amerika | |
| 2004 | Jørgen Jensen - Danmarks Oldtid, bind 4. | Peter Øvig Knudsen - Birkedal. En torturbøddel og hans kvinder Peter Tudvad - Kierkegaards København Ove Korsgaard - Kampen om folket Martin Petersen - Indtoget i Kautokeino |
| 2005 | Ulrik Langen - Revolutionens skygger | Brian Patrick McGuire - Den levende middelalder Nils Arne Sørensen - Den store krig Bo Lidegaard - Kampen om Danmark 1933-1945 Søren Mørch - Verden som den er |
| 2006 | Hans Bonde - Fodbold med Fjenden | Bodil K. Hansen - Familie- og arbejdsliv på landet ca. 1870-1900 Jens Engberg - Magten og kulturen. Dansk kulturpolitik 1750-1900 Henrik Jensen - Det faderløse samfund Per H. Hansen - Da danske møbler blev moderne |
| 2007 | Peter Øvig Knudsen - Blekingegadebanden 1-2 | Kurt Jacobsen og Klaus Larsen - Ve og velfærd. Læger, sundhed og samfund gennem 200 år Jens Henrik Koudal - Grev Rabens dagbog. Hverdagsliv i et adeligt miljø i 1700-tallet Thomas Munch Petersen - København i flammer. Hvordan England bombarderede København og ranede den danske flåde 1807 Knud J.V. Jespersen - Historien om danskerne 1500-2000     |
| 2008 | Tom Buk-Swienty - Slagtebænk Dybbøl | Ulrik Langen - Den afmægtige – en biografi om Christian 7. Henning Grelle - Stauning. Demokrati eller kaos Mikkel Kirkebæk - Schalburg – en patriotisk landsforræder Joakim Jakobsen - Tynd luft - Danmark ved VM i Mexico 1986 |
| 2009 | Claus Bundgaard Christensen - Danskere på Vestfronten 1914-1918 | Charlotte Appel og Morten Fink-Jensen - Når det regner på præsten Peter Dragsbo - Hvem opfandt parcelhuskvarteret? Søren Mørch - Store forandringer og Vældige ting Mikkel Venborg Pedersen - I søvnens favn |
| 2010 | Peter Henningsen og Ulrik Langen - Hundemordet i Vimmelskaftet og andre fortællinger fra 1700-tallets København                                                                              | Inge Adriansen - Erindringssteder i Danmark – monumenter, mindesmærker og mødesteder Tom Buk-Swienty - Dommedag Als – 29. juni 1864 Sofie Lene Bak - Ikke noget at tale om – Danske jøders krigsoplevelser 1943-1945 Jesper Vaczy Kragh- Det hvide snit – Psykokirurgi og dansk psykiatri 5. 1922-1983                                                      |
| 2011 | Ning de Coninck-Smith - Barndom og arkitektur | Bi Skaarup - Bag brødet Palle Ove Christiansen - De forsvundne - Hedens sidste fortællere Bo Lidegaard - En fortælling om Danmark i det 20. århundrede. Niels Erik Rosenfeldt - Verdensrevolutionens Generalstab - Komintern og det hemmelige apparat |
| 2012 | Jesper Clemmensen - Flugtrute Østersøen | Hans Hertel - PH – en biografi Sofie Lene Bak: Da krigen var forbi Ole Thyssen - Det filosofiske blik Claus Bundgaard Christensen og Martin Bo Nørregaard - Verdenskrigens danske billeder |
| 2013 | Poul Duedahl, Peter Wodskou Christensen og Gitte Bergendorff Høstbo - Forbrydelsens ansigt                                                                                                   | Ove Korsgaard - Solskin for det sorte muld Mikkel Venborg Pedersen - Luksus. Forbrug og kolonier i Danmark i det 18. århundrede Poul Grinder-Hansen - Frederik 2. Danmarks renæssancekonge Ulla Kjær - Roskilde Domkirke |
| 2014 | Morten Møller - Ellen og Adam - En fortælling om kærlighed og terror i Stalins Moskva | Rasmus Glenthøj - 1864 - Sønner af de slagne Tom Buk Swienty - Kaptajn Dinesen 1-2 Jeanette Varberg - Fortidens slagmarker - krig og konflikt fra stenalder til vikingetid Lea Korsgaard - Orgasmeland - Da den seksuelle revolution kom til Danmark |
| 2015 | Ning de Coninck Smith og Charlotte Appel (red.) - Dansk Skolehistorie bind 1-5 | Niels Bjerre-Poulsen - Vietnamkrigen Pia Fris Laneth - 1915. Da kvinder og tyende blev borgere Ulrik Langen - Tyven Claus Bundgaard Christensen, Niels Bo Poulsen og Peter Scharf Smith - Waffen SS. Europas nazistiske soldater |
| 2016 | Poul Duedahl - Ondskabens øjne | Lisbeth M. Imer - Danmarks runesten Jørn Brøndal - Det sorte USA Steffen Heiberg - Nye horisonter Annette Hoff - Nydelsesmidlernes danmarkshistorie (tre bind) |
| 2017 | Rosanna Farbøl - Koldkrigere, medløbere og røde lejesvende | Niels Brimnes, Poul Olsen og Redaktør H.C. Gulløv - Danmarks Kolonihistorie 1-5 Morten Møller - De glemtes hær - danske frivillige i den spanske borgerkrig Torben Svendrup - Når ræven vogter gæs - reformationen i de danske kalkmalerier Chris Holmsted Larsen - Den folkekære stalinist - en biografi om Carl Madsen                                    |
| 2018 | Poul Duedahl - Velkommen på bagsiden. Danmarkshistorien på vrangen | Mikkel Venborg Pedersen: Den perfekte gentleman. Mænd, stil og idealer i verden af i går Tønnes Bekker-Nielsen: Mare Nostrum - Romerne og Middelhavet Thorsten Borring Olesen og Niels Wium Olesen: De Danske ministerier 1-2 Hans Trier: Angst og engle. Den spanske syge i Danmark                                                                        |
| 2019 | Mikkel Kirkebæk - Den yderste grænse - Danske frivillige i de baltiske uafhængighedskrige 1918-1920                                                                                          | Rasmus Chr. Elling: Irans moderne historie René Karpantchof: De stridbare danskere Lars Bisgaard: Christian 2. Lotte Thrane: Maske og menneske. Asta Nielsen og hendes tid |
| 2020 | Hans Henrik Appel - Barrison-feberen. Historien om Sisters Barrison – det dansk-amerikanske popfænomen, der rystede 1890’ernes europæiske storbyer og udfordrede synet på køn, krop og moral | Steen Andersen: Der er intet foruroligende for Danmark. Danmark mellem stormagterne frem mod 9. april 1940 Bertel Nygaard: Elvis i Danmark. 65 års populærkultur Pernille Ipsen: Et åbent øjeblik. Da mine mødre gjorde noget nyt Henrik Horstbøll, Ulrik Langen, Frederik Stjernfelt: Grov Konfækt. Tre vilde år med trykkefrihed 1770-73                  |
| 2021 | Anne Kirstine Hermann: Imperiets børn : da Danmark vildledte FN og Grønland for at beholde sin sidste koloni                                                                                 | Rasmus Glenthøj og Morten Nordhagen Ottosen: Union eller undergang : kampen for et forenet Skandinavien Karl Peder Pedersen: Poul og kærligheden : en kontrærseksuels bekendelser Erik Gøbel: Under sejl - til Asien, Afrika og Amerika: danske skibe, sejladser og sømænd 1600-1850 Dan H. Andersen: Store Nordiske Krig. Bind 1, 1700-1710 : store planer |
| 2022 | Jesper Vaczy Kragh: IQ 75. Erling og åndssvageforsorgen | Claus Bundgård Christensen: Følg Wilfred! Radikalisering. Revolution. Nazistisk subkultur Henrik Engelbrecht: OPERA i Danmark 1634-2005 Birgit Løgstrup: Bundet af kønnet. Pigeliv på landet Mikkel Venborg Pedersen og Marie Riegels Melchior: Moden i Danmark gennem 400 år                                                                               |
| 2023 | Søren Mentz: Frederik 5. Den elskværdige europæer | Julie Andersen-Mølgaard: Turen gik til Vesttyskland. Danske turister i Vesttyskland 1949-1970 Silvia Goldbaum Tarabini: Danske jøders liv og død i Theresienstadt Anders Ravn Sørensen og Benjamin Asmussen: Maleriets forbandelse. Jagten på et kunstværk og dets ejere Claus Møller Jørgensen: Trykkefrihed. Nationalitet og politik i dansk guldalder    |
| 2024 | Anders Ravn Sørensen: Børsen | Mikkel Leth Jespersen: Kvinde om bord Poul Villaume: Håbets gennembrud. Den kolde krig - en ny global historie Grethe Jacobsen: Birgitte Gøye - en biografi Rasmus Mariager: Sjælekampen. Danskernes kolde krig |